# Notocidaris bakeri
Notocidaris bakeri is een zee-egel uit de familie Ctenocidaridae.
De wetenschappelijke naam van de soort werd in 1974 gepubliceerd door Donald George McKnight.